# 듀마 (영화)
듀마(Duma)는 미국에서 제작된 캐럴 발라드 감독의 2005년 드라마, 모험 영화이다. 알렉스 마이클토스 등이 주연으로 출연하였고 스테이시 코헨 등이 제작에 참여하였다.

## 출연

### 주연
- 알렉스 마이클토스
- 이몬 워커
- 캠벨 스코트
- 홉 데이비스

### 조연
- 매리 마크하쏘
- 제니퍼 스테인
- 닉키 로벨로

## 제작진
- 공동제작: 블로키 고든
- 공동제작: 데이빗 위치트
- 미술: 조니 브리드
- 의상: 제인 포브스
- 배역: 캐리 힐튼
- 배역: 주니 로우리-존슨
- 배역: 크리스타 샴버거